# Nuno Álvares Pereira (gouverneur)
Nuno Álvares Pereira est le 5e gouverneur du Ceylan portugais.